# 広尾晃
広尾 晃（ひろお こう、1959年9月29日 - ）は、野球を専門とする日本のスポーツライター。本名は手束 卓（てづか たかし）。従兄はスポーツライターの手束仁。

## 来歴
大阪府大阪市出身。小学生のころからプロ野球試合の記録をノートに控えていた。祖母の家の近くに近畿大学硬式野球部の寮があったことから、学生時代の有藤道世や藤原満を知っていた。ダイエーに売却されるまで、南海ホークスのファンであった。明星高等学校に進学し、自校の出場する全国高等学校野球選手権大阪大会の試合も観戦している。1学年上にはのちにプロ野球・大洋に入団する山口忠良がいた。浪人生となった1978年秋、母校の野球部員の不祥事関与が発覚し、これをきっかけに高校野球やアマチュア野球に不信感を抱いたとブログに記している。1983年、立命館大学を卒業。
好きが高じて大学時代は落語に没頭し、一般企業への就職を考えることはなかった。大学卒業後、2代目露の五郎の紹介により上方落語協会に入会、マネージャーをしながら雑誌に寄稿していた。3代目桂春団治の弟子が所属していたことから、南海応援団での活動経験も持つ。上方落語協会への入会は落語の評論を書くためであったが、落語家の「ダメな部分」を目の当たりにし2年で退職、コピーライターに転職する。1990年～1992年頃にはフットワークをクライアントととして担当。1992年頃にはシーガイアの開発チームにも所属した。1996年頃には大阪府立体育会館における大相撲春場所の懸賞金支払いを担当した。
その後は食品流通関係の企業、旅行会社の雑誌編集長を経てIT企業の広告担当取締役となる。
この間、架空の野球選手やチームを創作しその記録を書くという趣味から、選手のキャリアSTATSに関心を持つようになり、実在選手の記録調査に熱中する。2006年、産経新聞社のニュースサイト「イザ!」でブログを開始。2009年1月にブログ「MLBをだらだら愛す」、同年12月に「野球の記録で話したい」をスタートさせた。2011年11月にはライブドアに移転し「ブログ奨学金受給対象ブログ」に選ばれる。52歳の時にフリーのライターとなる。2017年時点では、ブログの月間PVが最大100万を超えると報じられた。
2012年、livedoor ニュースにてロンドンオリンピックを題材としたコラム「広尾晃の"ハマるぞ！五輪の穴"」の連載を開始する。8月2日掲載コラムにおいて、サッカー女子日本代表監督の佐々木則夫が南アフリカ戦の試合後記者会見で「引き分け狙い」を表明したことに対し「八百長」と批判。この記事が批判を浴び「炎上」状態となり、謝罪に追い込まれる。
2017年には埼玉西武ライオンズに招かれ、試合開始前にトークショーを開催した。
2012年のインタビューでは「野球は二番目か三番目の趣味」と述べており、寺院巡りの著書も刊行している。
2017年現在は奈良県生駒市に在住。
ペンネーム「広尾晃」は、小学校時代から使用しており、雑誌「上方芸能」や「落語界」への寄稿時も用いていた。スポーツライターとしての活動も「手束仁との混同を避けるため」という理由で広尾名義で行っている。一方でコピーライターとしての活動は本名で行っていた。

## コピーライター時代の主な実績
いずれも「手束卓」名義。
- 「おいしが うれしが」キャンペーンキャッチフレーズ[19] (2008年、滋賀県)
- 日生学園入学案内[20](学校法人日生学園)
- マグロ経済学 まぐろ缶[21] (勝浦漁業協同組合)

## 著書
- 『プロ野球なんでもランキング 「記録」と「数字」で野球を読み解く』イースト・プレス<知的発見!BOOKS>、2013年
- 『プロ野球解説者を解説する』イースト・プレス、2014年
- 『もし、あの野球選手がこうなっていたら ~データで読み解くプロ野球「たられば」の世界』オークラ出版、2014年
- 『巨人軍の巨人 馬場正平』イースト・プレス、2015年
- 『ふつうのお寺の歩き方』メディアイランド、2015年
- 『野球崩壊 深刻化する「野球離れ」を食い止めろ』イースト・プレス、2016年
- 『奈良 徹底的に寺歩き 84ヶ寺をめぐるルート・ガイド』啓文社書房、2017年